# A Boy Named Charlie Brown
A Boy Named Charlie Brown is een Amerikaanse tekenfilm uit 1969, gebaseerd op de stripserie Peanuts van Charles M. Schulz. De film werd geproduceerd door Cinema Center Films en Lee Mendelson Films voor National General Pictures. De regie was in handen van Bill Meléndez.

## Verhaal
De film begint met Charlie Brown, die duidelijk te kampen heeft met zijn eeuwige pech. Hij kan als enige niet zijn vlieger oplaten, het honkbalveldje waar hij met zijn team traint blijkt te zijn overwoekerd door paardenbloemen, en zijn team verliest hun eerste wedstrijd van dat seizoen.
Nadat Lucy hem vertelt dat de school een spellingswedstrijd organiseert, besluit Charlie hier zijn geluk te beproeven. Dit tot groot genoegen van de anderen, die verwachten dat Charlie ook hier zal falen. Tot ieders verbazing wint hij de eerste ronde echter. Vooral Lucy is hier erg verbaasd over, maar ziet al snel mogelijkheden met Charlies nieuwe talent. Daarom geeft ze hem op voor een landelijke spellingswedstrijd in New York. Wanneer Charlie naar New York vertrekt, geeft Linus hem zijn kenmerkende dekentje mee voor geluk. Hij krijgt echter al snel heimwee naar het ding, en overtuigt Snoopy ervan om met hem Charlie achterna te reizen.
Zodra het duo Charlie heeft gevonden, blijkt die de deken kwijt te zijn. Een zoekactie levert niets op. Charlie studeert ondertussen zo hard voor de spellingswedstrijd dat hij de gewoonte ontwikkelt elk laatste woord van een zin die hij zegt te spellen. De deken komt eindelijk boven water wanneer Charlie hem als poetsdoek blijkt te gebruiken.
Snoopy en Linus vergezellen Charlie naar de studio, terwijl de rest van de groep thuis via de televisie de wedstrijd volgt. De wedstrijd verloopt voorspoedig, en Charlie haalt de finale. Deze verliest hij echter wanneer hij het woord "beagle" fout spelt. Teleurgesteld keert hij met Linus en Snoopy huiswaarts.
Thuis sluit Charlie zich op in zijn kamer en weigert om ooit nog naar buiten te komen, ondanks het feit dat hij wordt gemist op school. Dit verandert wanneer Linus hem verteld dat zijn team een honkbalwedstrijd heeft gewonnen. Eindelijk kan Charlie zich over zijn nederlaag heenzetten.

## Cast
| Acteur              | Personage      | Opmerkingen         |
| ------------------- | -------------- | ------------------- |
| Peter Robbins       | Charlie Brown  |                     |
| Pamelyn Ferdin      | Lucy Van Pelt  |                     |
| Glenn Gilger        | Linus Van Pelt |                     |
| Andy Pforsich       | Schroeder      |                     |
| Sally Dryer         | Patty          |                     |
| Ann Altieri         | Violet         | als Anne Altieri    |
| Erin Sullivan       | Sally          |                     |
| Lynda Mendelson     | Frieda         | als Linda Mendelson |
| Christopher DeFaria | Pig Pen        |                     |
| David Carey         | 2nd Boy        |                     |
| Guy Pforsich        | 3rd Boy        |                     |
| Bill Melendez       | Snoopy         |                     |

## Achtergrond

### Verhaal
Het verhaal van de film is deels gebaseerd op een reeks Peanuts-strips die werden gepubliceerd in 1966. Dat verhaal had echter een ander einde, waarin Charlie reeds bij de wedstrijd op school verliest.

### Muziek
In de film zijn meerdere muzikale nummers verwerkt:
- Failure Face
- I Before E Except After C
- Champion Charlie Brown

Rod McKuen schreef en zong de titelsong. De instrumentale achtergrondmuziek werd gecomponeerd door Vince Guaraldi.

## Prijzen en nominaties
In 1971 werd A Boy Named Charlie Brown genomineerd voor een Academy Award in de categorie Beste Muziek, Original Song Score.